# Patricia Elsener
Patricia Elsener (Oakland, California; 22 de octubre de 1929-29 de septiembre de 2019) fue una clavadista o saltadora de trampolín estadounidense especializada en plataforma de 10 metros, donde consiguió ser subcampeona olímpica en 1948 y medallista de bronce en el trampolín de 3 metros.

## Carrera deportiva
En los Juegos Olímpicos de 1948 celebrados en Londres (Reino Unido) ganó la medalla de plata en los saltos desde la plataforma de 10 metros, con una puntuación de 66 puntos, tras su compatriota Victoria Draves y por delante de la danesa Birte Christoffersen; y también ganó la medalla de bronce en el trampolín de 3 metros, tras Victoria Draves y Zoe Ann Olsen.